# Snowboard ai XXI Giochi olimpici invernali - Snowboard cross femminile
La gara di snowboard cross femminile si è disputata il 16 febbraio 2010 presso il Cypress Mountain, a West Vancouver.

## Risultati

### Qualificazioni
Le 22 atlete disputarono due manche, il migliore tempo delle due era valido per la classifica, i 16 migliori tempi si qualificarono ai quarti.
| Piazzamento | Atleta                  | Nazione       | 1ªManche | 2ª Manche |
| 1           | Mellie Francon          | Svizzera      | 1:24.43  | 1:24.79   |
| 2           | Lindsey Jacobellis      | Stati Uniti   | 1:26.13  | 1:25.41   |
| 3           | Maëlle Ricker           | Canada        | 1:43.59  | 1:25.45   |
| 4           | Olivia Nobs             | Svizzera      | 1:28.70  | 1:26.25   |
| 5           | Helene Olafsen          | Norvegia      | 1:40.43  | 1:26.94   |
| 6           | Nelly Moenne-Loccoz     | Francia       | 1:27.31  | 1:42.92   |
| 7           | Déborah Anthonioz       | Francia       | 1:27.61  | 1:27.49   |
| 8           | Zoë Gillings            | Gran Bretagna | 1:27.93  | DNF       |
| 9           | Simona Meiler           | Svizzera      | 1:45.16  | 1:27.94   |
| 10          | Doresia Krings          | Austria       | 1:36.55  | 1:28.98   |
| 11          | Sandra Frei             | Svizzera      | 1:29.46  | 1:43.38   |
| 12          | Faye Gulini             | Stati Uniti   | 1:30.75  | 1:43.29   |
| 13          | Claire Chapotot         | Francia       | DNF      | 1:30.89   |
| 14          | Natsuko Doi             | Giappone      | 1:31.23  | DNF       |
| 15          | Julie Lundholdt         | Danimarca     | 1:31.29  | 1:44.62   |
| 16          | Maria Ramberger         | Austria       | 1:43.54  | 1:33.08   |
| 17          | Raffaella Brutto        | Italia        | 1:34.12  | 1:37.94   |
| 18          | Stephanie Hickey        | Australia     | 1:35.26  | DNF       |
| 19          | Isabel Clark            | Brasile       | 1:41.10  | 1:51.65   |
| 20          | Dominique Maltais       | Canada        | SQ       | 1:45.56   |
| 21          | Callan Chythlook-Sifsof | Stati Uniti   | 1:59.04  | DNF       |
| -           | Aleksandra Zhekova      | Bulgaria      | DNF      | DNS       |

### Quarti di finale
Le 16 atlete qualificate partecipano ai quarti di finale divise in 4 batterie di 4 atlete, da cui escono i nomi delle otto snowboarder che approdano in semifinale. ai quarti.

#### 1° Quarto di finale
| Piazzamento | Atleta          | Nazione       | Risultato   |
| 1           | Mellie Francon  | Svizzera      | Qualificato |
| 2           | Zoe Gillings    | Gran Bretagna | Qualificato |
| 3           | Simona Meiller  | Svizzera      | Eliminato   |
| 4           | Maria Ramberger | Austria       | Eliminato   |

#### 2° Quarto di finale
| Piazzamento | Atleta          | Nazione     | Risultato   |
| 1           | Olivia Nobs     | Svizzera    | Qualificato |
| 2           | Helene Olafsen  | Norvegia    | Qualificato |
| 3           | Faye Gulini     | Stati Uniti | Eliminato   |
| 4           | Claire Chapotot | Francia     | Eliminato   |

#### 3° Quarto di finale
| Piazzamento | Atleta              | Nazione  | Risultato   |
| 1           | Maëlle Ricker       | Canada   | Qualificato |
| 2           | Nelly Moenne-Loccoz | Francia  | Qualificato |
| 3           | Natsuko Doi         | Giappone | Eliminato   |
| 4           | Sandra Frei         | Svizzera | Eliminato   |

#### 4° Quarto di finale
| Piazzamento | Atleta                 | Nazione     | Risultato   |
| 1           | Lindsey Jacobellis     | Stati Uniti | Qualificato |
| 2           | Déborah Anthonioz      | Francia     | Qualificato |
| 3           | Doresia Krings         | Austria     | Eliminato   |
| 4           | Julie Wendel Lundholdt | Danimarca   | Eliminato   |

### Semifinali
Le semifinali si svolgono in due batterie. Le due atlete vincitrici di ogni batteria partecipano alla finale.

#### 1a Semifinale
| Piazzamento | Atleta         | Nazione       | Risultato   |
| 1           | Helene Olafsen | Norvegia      | Qualificato |
| 2           | Olivia Nobs    | Svizzera      | Qualificato |
| 3           | Zoe Gillings   | Gran Bretagna | Eliminato   |
| 4           | Mellie Francon | Svizzera      | Eliminato   |

#### 2a Semifinale
| Piazzamento | Atleta              | Nazione     | Risultato   |
| 1           | Maëlle Ricker       | Canada      | Qualificato |
| 2           | Déborah Anthonioz   | Francia     | Qualificato |
| 3           | Nelly Moenne-Loccoz | Francia     | Eliminato   |
| 4           | Lindsey Jacobellis  | Stati Uniti | Eliminato   |

### Finali
Si disputano due finali: la prima per il 5°, 6°, 7° e 8°, la seconda per assegnare le medaglie.

#### Finale 5º - 8º posto
| Piazzamento | Atleta               | Nazione       |
| 5           | Lindsey Jacobellis   | Stati Uniti   |
| 6           | Nellie Moenne-Loccoz | Francia       |
| 7           | Mellie Francon       | Svizzera      |
| 8           | Zoe Gillings         | Gran Bretagna |

#### Finale
| Piazzamento | Atleta            | Nazione  |
|             | Maëlle Ricker     | Canada   |
|             | Déborah Anthonioz | Francia  |
|             | Olivia Nobs       | Svizzera |
| 4           | Helene Olafsen    | Norvegia |